# Trachycephalus lepidus
Trachycephalus lepidus är en groddjursart som först beskrevs av Pombal, Haddad och Cruz 2003.  Trachycephalus lepidus ingår i släktet Trachycephalus och familjen lövgrodor. IUCN kategoriserar arten globalt som otillräckligt studerad. Inga underarter finns listade i Catalogue of Life.